# فهرست گروه‌های اعزامی بلند مدت به ایستگاه فضایی بین‌المللی

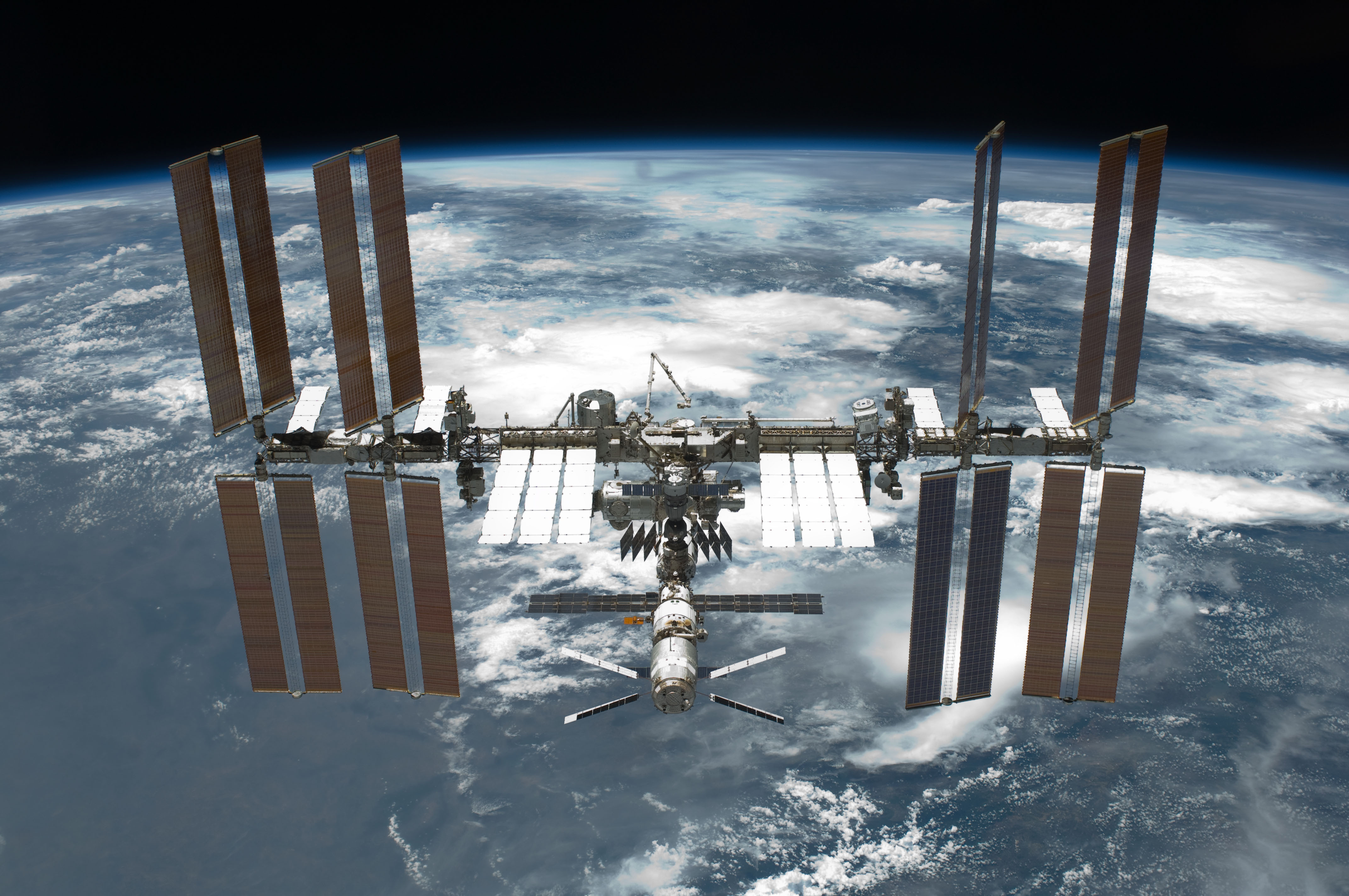

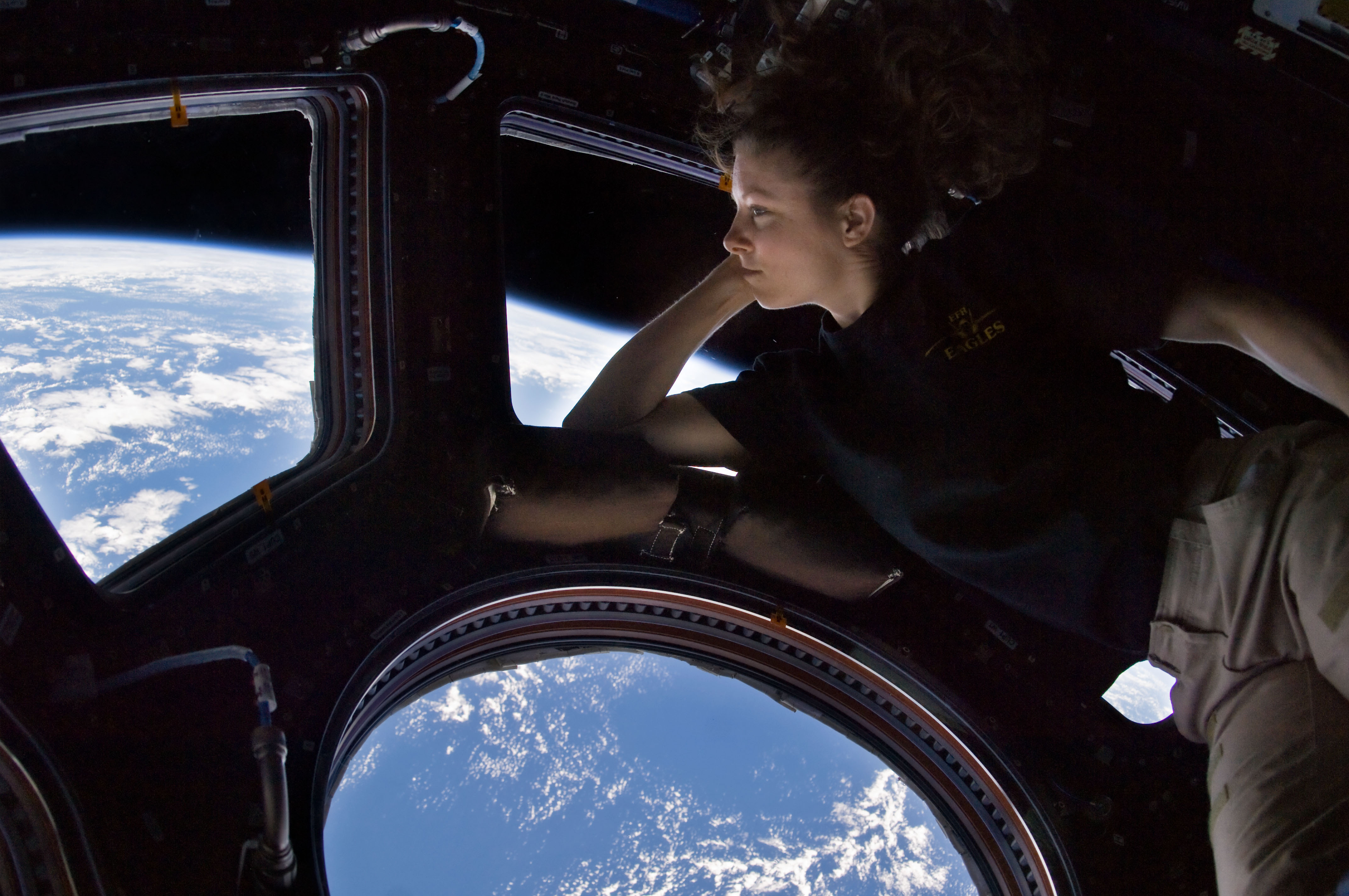

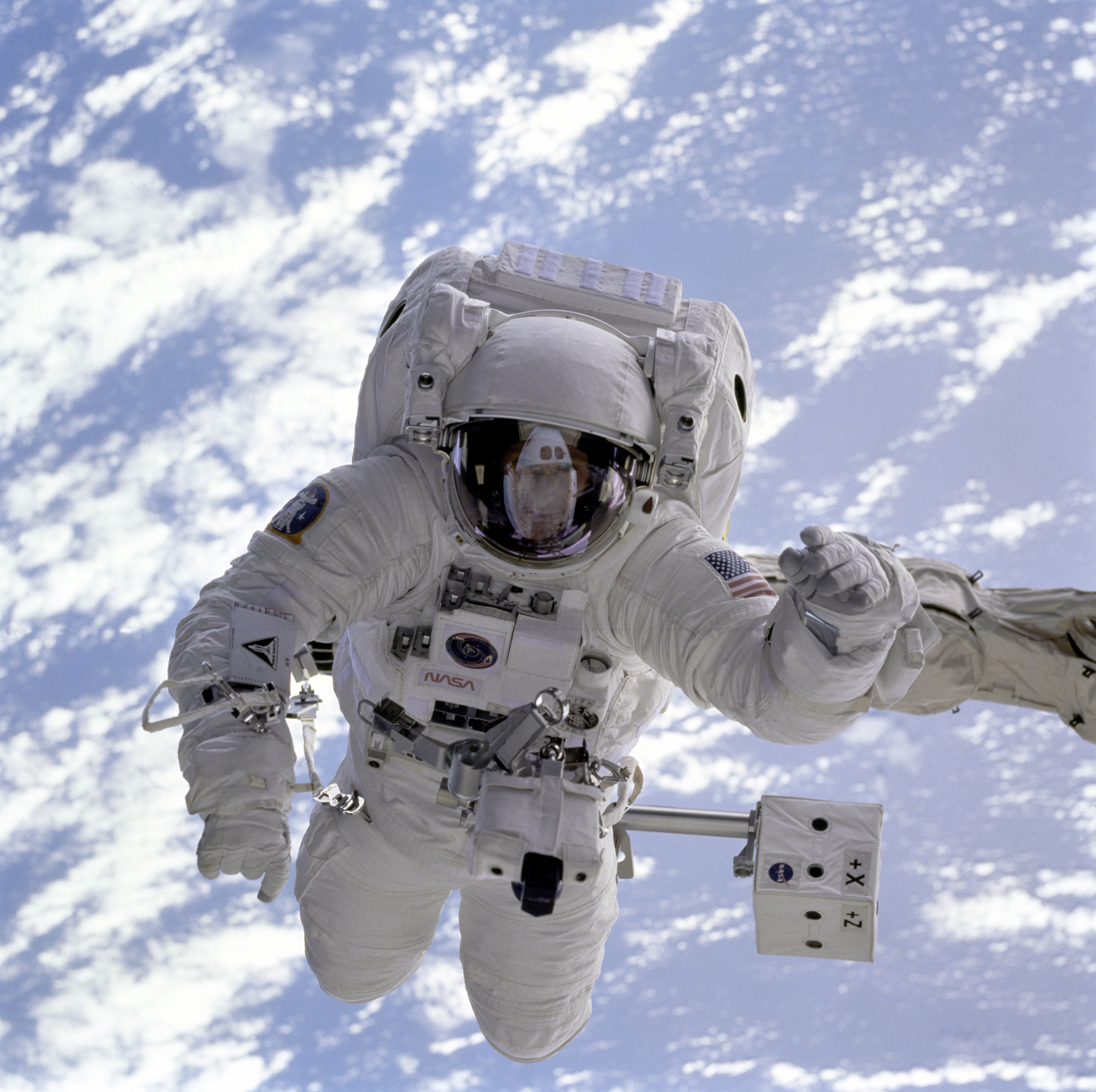

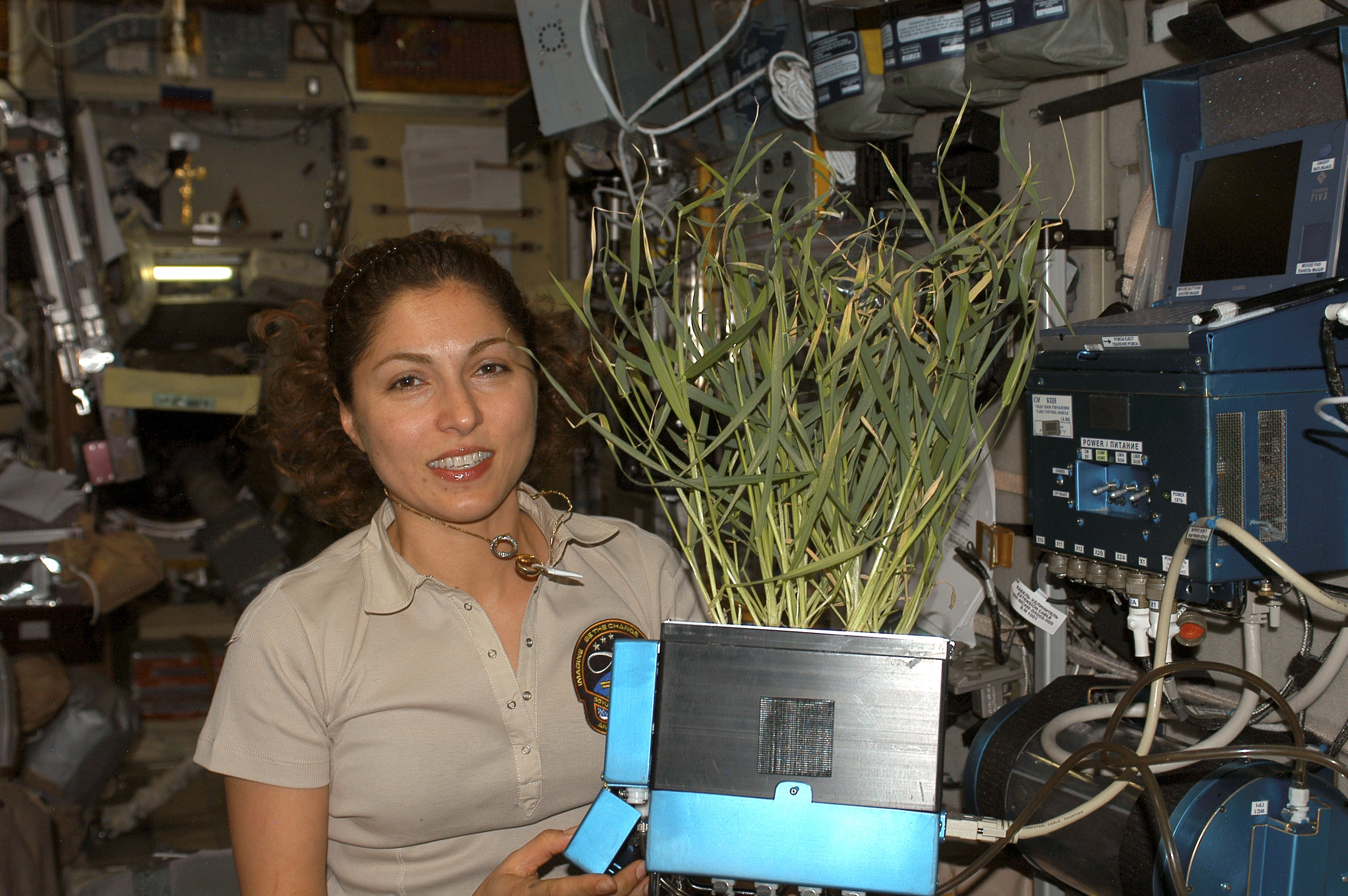

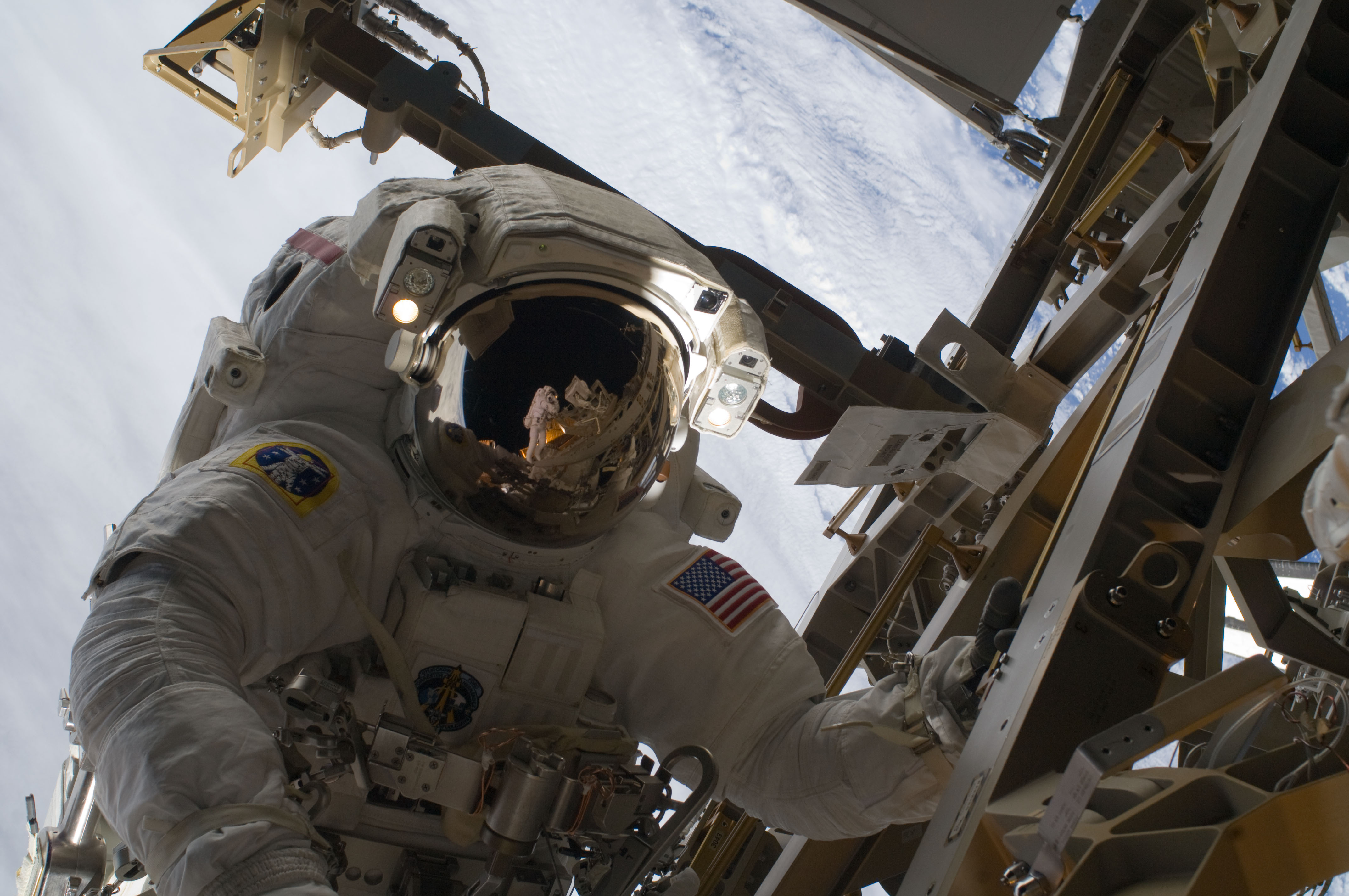

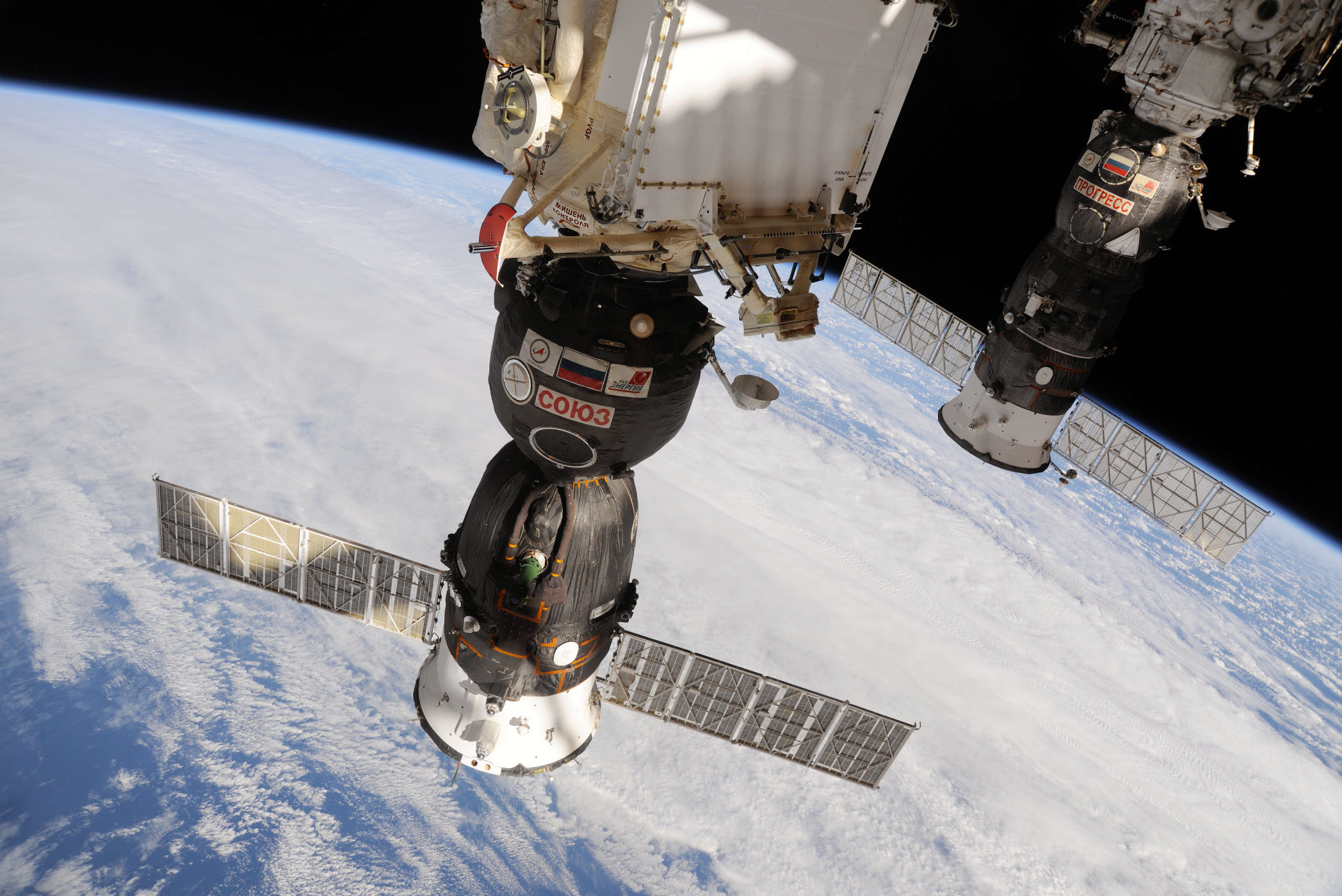

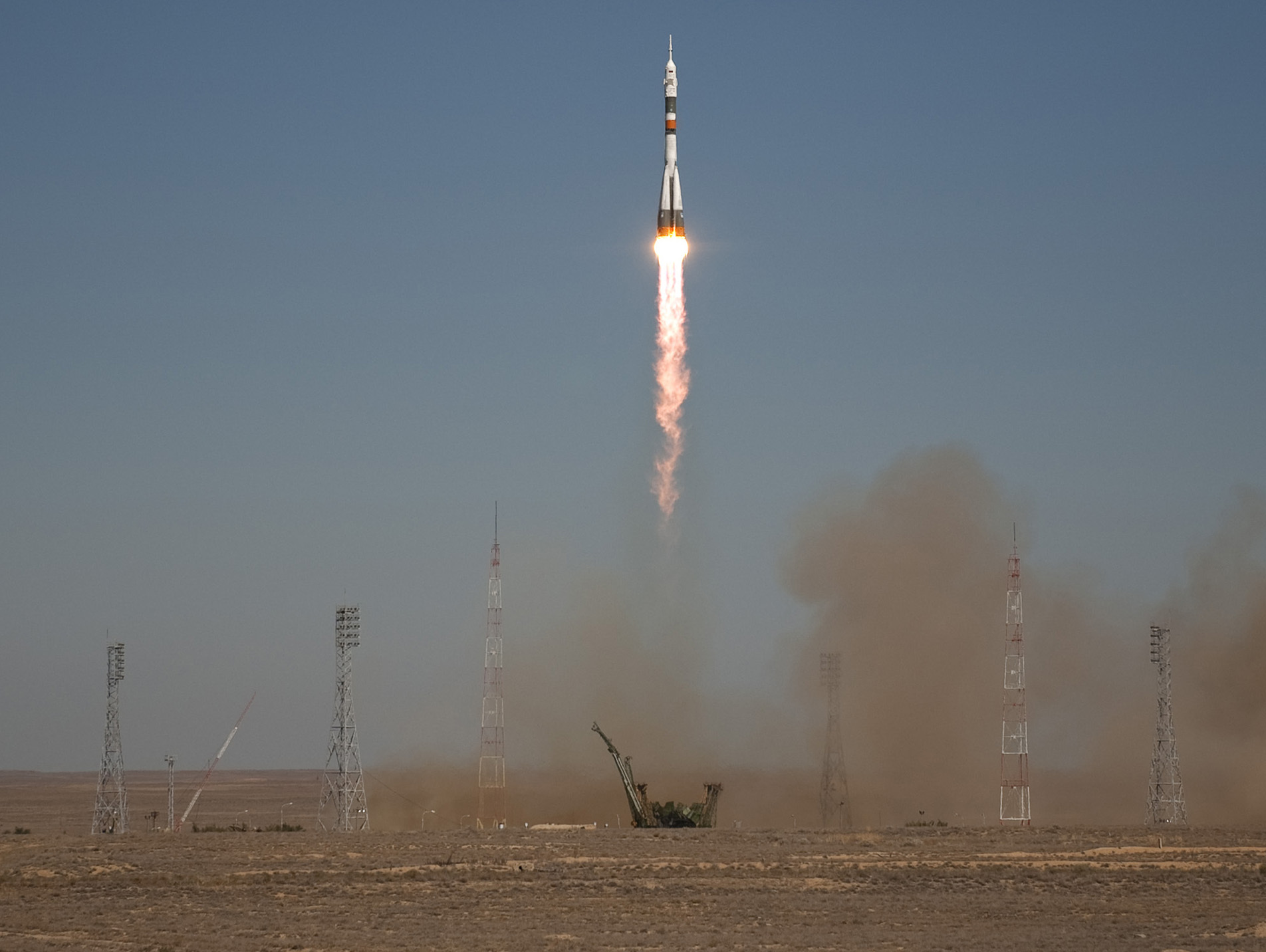

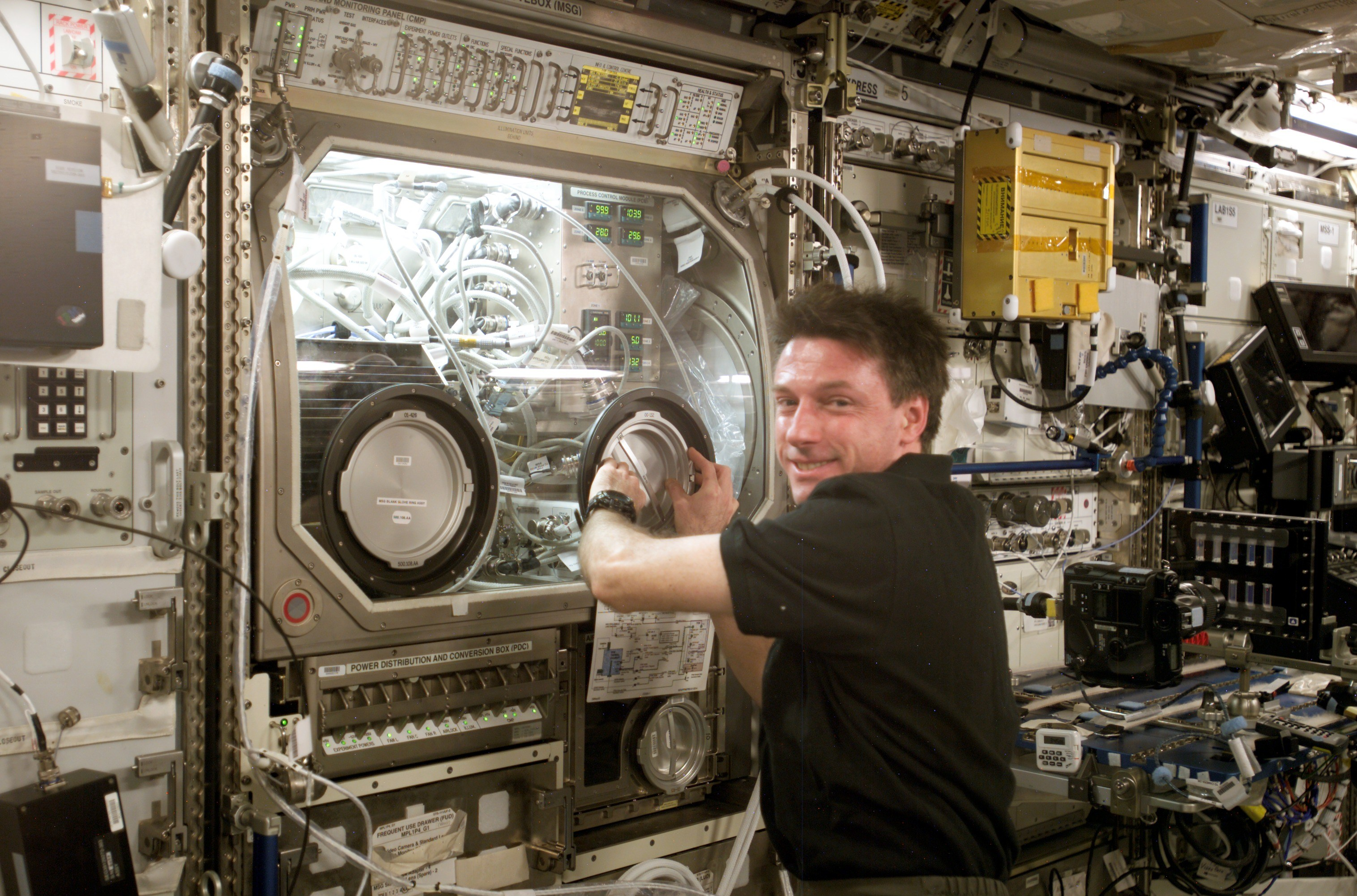

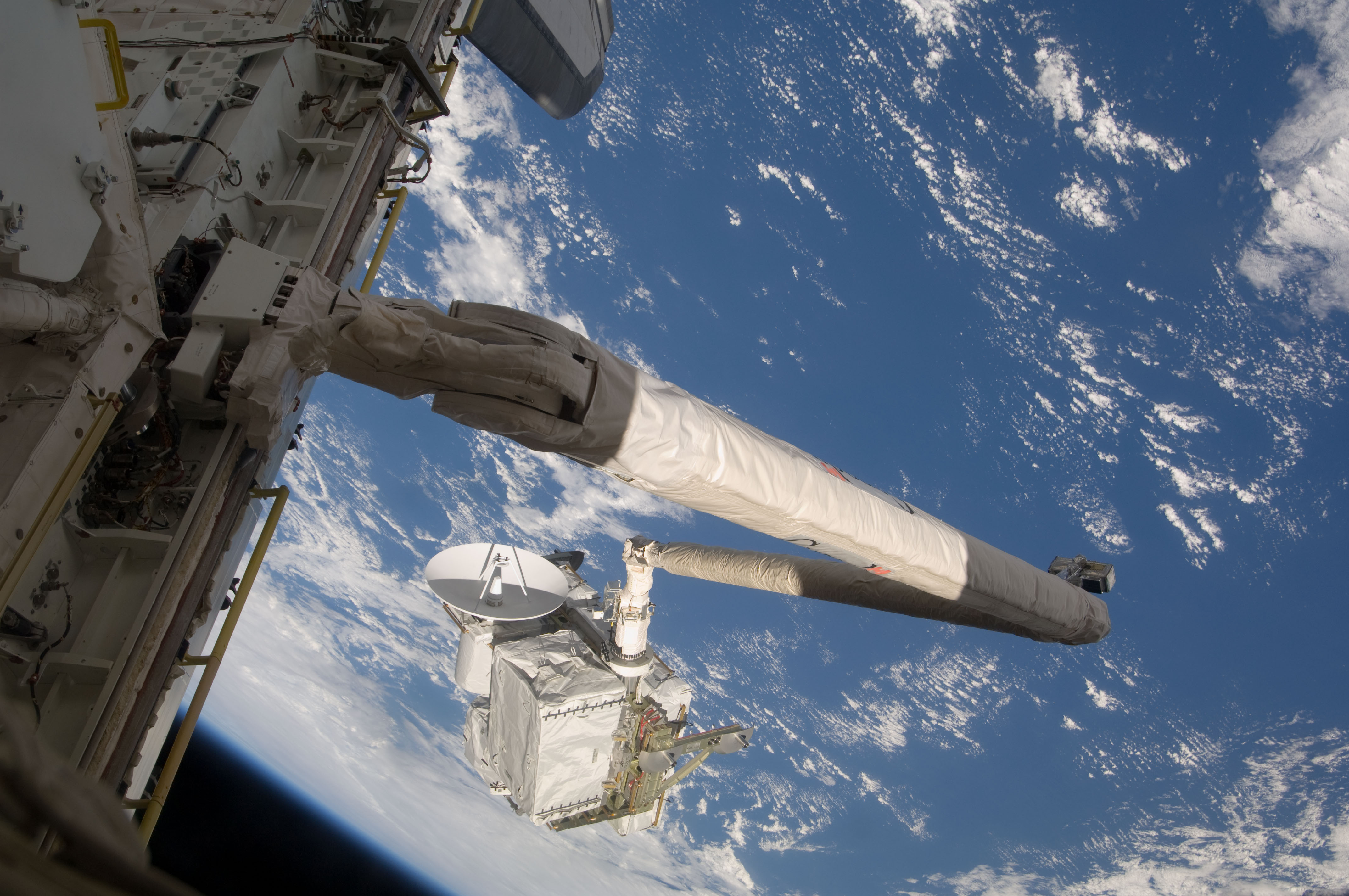

در این جدول گروه‌های اعزامی به ایستگاه فضایی بین‌المللی و فضاپیماهای پرتاب و فرود هر فضانورد ذکر شده است. فضاپیماهای پرتاب و فرود هر فضانورد لزوماً یکسان نیست و نام فرمانده در هر اعزام به صورت بزرگ نوشته شده است. این جدول تنها گروه‌های اعزامی را معرفی می‌کند و ماموریت‌های پشتیبانی و گردشگری فضایی شامل این فهرست نمی‌شود.

برای آگاهی از جزئیات بیشتر پروازهای فضایی به سمت ایستگاه فضایی بین‌المللی فهرست پروازهای انسانی به ایستگاه فضایی بین‌المللی را مطالعه کنید.

## مأموریت‌های تکمیل شده
| گروه اعزامی    | نشان مأموریت                                                    | نام فضانوردان                                                 | پرتاب با                         | فرود با                          | طول مأموریت برای هر فضانورد (روز) |
| -------------- | --------------------------------------------------------------- | ------------------------------------------------------------- | -------------------------------- | -------------------------------- | --------------------------------- |
| گروه اعزامی ۱  |                                                                 | ویلیام شفرد سرگئی کریکالف یوری گیدزنکو                        | سایوز تی‌ام-۳۱                    | اس‌تی‌اس-۱۰۲                       | ۱۴۰٫۹۸                            |
| گروه اعزامی ۲  |                                                                 | یوری اوساچوف جیمز اس واس سوزان هلمز                           | اس‌تی‌اس-۱۰۲                       | اس‌تی‌اس-۱۰۵                       | ۱۶۷٫۲۸                            |
| گروه اعزامی ۳  |                                                                 | فرانک ال کالبرستن جونیور میخائیل تیورین ولادیمیر دژوروف       | اس‌تی‌اس-۱۰۵                       | اس‌تی‌اس-۱۰۸                       | ۱۲۸٫۸۶                            |
| گروه اعزامی ۴  |                                                                 | یوری اونوفرینکو کارل ای والتس دنیل دبلیو بورش                 | اس‌تی‌اس-۱۰۸                       | اس‌تی‌اس-۱۱۱                       | ۱۹۵٫۸۲                            |
| گروه اعزامی ۵  |                                                                 | والری کرزون سرگئی ترشچوف پگی ویتسون                           | اس‌تی‌اس-۱۱۱                       | اس‌تی‌اس-۱۱۳                       | ۱۸۴٫۹۳                            |
| گروه اعزامی ۶  |                                                                 | کن باورساکس دونالد پتی نیکولای بودارین                        | اس‌تی‌اس-۱۱۳                       | سایوز تی‌ام‌ای-۱                   | ۱۶۱٫۰۵                            |
| گروه اعزامی ۷  |                                                                 | یوری مالنچنکو اد لو                                           | سایوز تی‌ام‌ای-۲                   | سایوز تی‌ام‌ای-۲                   | ۱۸۴٫۹۳                            |
| گروه اعزامی ۸  |                                                                 | مایکل فول الکساندر کالری                                      | سایوز تی‌ام‌ای-۳                   | سایوز تی‌ام‌ای-۳                   | ۱۹۴٫۷۷                            |
| گروه اعزامی ۹  |                                                                 | گنادی پادالکا مایکل فینک                                      | سایوز تی‌ام‌ای-۴                   | سایوز تی‌ام‌ای-۴                   | ۱۸۵٫۶۶                            |
| گروه اعزامی ۱۰ |                                                                 | لیروی چیائو سالیژان شالیپوف                                   | سایوز تی‌ام‌ای-۵                   | سایوز تی‌ام‌ای-۵                   | ۱۹۲٫۷۹                            |
| گروه اعزامی ۱۱ |                                                                 | سرگئی کریکالف جان ال فیلیپس                                   | سایوز تی‌ام‌ای-۶                   | سایوز تی‌ام‌ای-۶                   | ۱۷۹٫۰۲                            |
| گروه اعزامی ۱۲ |                                                                 | ویلیام اس مک‌آرتر والری توکارف                                 | سایوز تی‌ام‌ای-۷                   | سایوز تی‌ام‌ای-۷                   | ۱۸۹٫۰۱                            |
| گروه اعزامی ۱۳ |                                                                 | پاول وینوگرادف جفری ویلیامز توماس رایتر                       | سایوز تی‌ام‌ای-۸                   | سایوز تی‌ام‌ای-۸                   | ۱۸۲٫۶۵                            |
| گروه اعزامی ۱۳ | اس‌تی‌اس-۱۲۱                                                      | پاول وینوگرادف جفری ویلیامز توماس رایتر                       | انتقال به گروه اعزامی ۱۴         | انتقال به گروه اعزامی ۱۴         |                                   |
| گروه اعزامی ۱۴ |                                                                 | مایکل لوپز-آلریا میخائیل تیورین                               | سایوز تی‌ام‌ای-۹                   | سایوز تی‌ام‌ای-۹                   | ۲۱۵٫۳۵                            |
| گروه اعزامی ۱۴ | توماس رایتر                                                     | انتقال به گروه اعزامی ۱۴                                      | سایوز تی‌ام‌ای-۹                   | ۱۷۱٫۱۶                           |                                   |
| گروه اعزامی ۱۴ | سونیتا ویلیامز                                                  | اس‌تی‌اس-۱۱۶                                                    | انتقال به گروه اعزامی ۱۵         | انتقال به گروه اعزامی ۱۵         |                                   |
| گروه اعزامی ۱۵ |                                                                 | فیودور یورچیخین اولگ کوتوف                                    | سایوز تی‌ام‌ای-۱۰                  | سایوز تی‌ام‌ای-۱۰                  | ۲۱۵٫۳۵                            |
| گروه اعزامی ۱۵ | سونیتا ویلیامز                                                  | انتقال از گروه اعزامی ۱۴                                      | اس‌تی‌اس-۱۱۷                       | ۱۷۱٫۱۶                           |                                   |
| گروه اعزامی ۱۵ | کلایتون اندرسون                                                 | اس‌تی‌اس-۱۱۷                                                    | انتقال به گروه اعزامی ۱۶         | انتقال به گروه اعزامی ۱۶         |                                   |
| گروه اعزامی ۱۶ |                                                                 | پگی ویتسون یوری مالنچنکو                                      | سایوز تی‌ام‌ای-۱۱                  | سایوز تی‌ام‌ای-۱۱                  | ۱۹۱٫۸۰                            |
| گروه اعزامی ۱۶ | کلایتون اندرسون                                                 | انتقال از گروه اعزامی ۱۵                                      | اس‌تی‌اس-۱۲۰                       | ۱۵۱٫۷۷                           |                                   |
| گروه اعزامی ۱۶ | دنیل ام تنی                                                     | اس‌تی‌اس-۱۲۰                                                    | اس‌تی‌اس-۱۲۲                       | ۱۱۹٫۹۴                           |                                   |
| گروه اعزامی ۱۶ | لئوپولد آیهارتس                                                 | اس‌تی‌اس-۱۲۲                                                    | اس‌تی‌اس-۱۲۳                       | ۴۸٫۵۵                            |                                   |
| گروه اعزامی ۱۶ | گارت رایسمن                                                     | اس‌تی‌اس-۱۲۳                                                    | انتقال به گروه اعزامی ۱۷         | انتقال به گروه اعزامی ۱۷         |                                   |
| گروه اعزامی ۱۷ |                                                                 | سرگئی ولکوف اولگ کونوننکو                                     | سایوز تی‌ام‌ای-۱۲                  | سایوز تی‌ام‌ای-۱۲                  | ۱۹۸٫۶۸                            |
| گروه اعزامی ۱۷ | گارت رایسمن                                                     | انتقال از گروه اعزامی ۱۶                                      | اس‌تی‌اس-۱۲۳                       | ۹۵٫۳۷                            |                                   |
| گروه اعزامی ۱۷ | گرگوری چامیتوف                                                  | اس‌تی‌اس-۱۲۳                                                    | انتقال به گروه اعزامی ۱۸         | انتقال به گروه اعزامی ۱۸         |                                   |
| گروه اعزامی ۱۸ |                                                                 | مایکل فینک یوری لونچاکوف                                      | سایوز تی‌ام‌ای-۱۳                  | سایوز تی‌ام‌ای-۱۳                  | ۱۷۸٫۰۱                            |
| گروه اعزامی ۱۸ | گرگوری چامیتوف                                                  | انتقال از گروه اعزامی ۱۷                                      | اس‌تی‌اس-۱۲۶                       | ۱۸۳٫۰۲                           |                                   |
| گروه اعزامی ۱۸ | ساندرا مگنوس                                                    | اس‌تی‌اس-۱۲۶                                                    | اس‌تی‌اس-۱۱۹                       | ۱۳۳٫۷۶                           |                                   |
| گروه اعزامی ۱۸ | کوئیچی واکاتا                                                   | اس‌تی‌اس-۱۱۹                                                    | انتقال به گروه اعزامی ۱۹         | انتقال به گروه اعزامی ۱۹         |                                   |
| گروه اعزامی ۱۹ |                                                                 | گنادی پادالکا مایکل بارت                                      | سایوز تی‌ام‌ای-۱۴                  | انتقال به گروه اعزامی ۲۰         | انتقال به گروه اعزامی ۲۰          |
| گروه اعزامی ۱۹ | کوئیچی واکاتا                                                   | انتقال از گروه اعزامی ۱۸                                      |                                  | انتقال به گروه اعزامی ۲۰         | انتقال به گروه اعزامی ۲۰          |
| گروه اعزامی ۲۰ |                                                                 | گنادی پادالکا مایکل بارت                                      | انتقال از گروه اعزامی ۱۹         | سایوز تی‌ام‌ای-۱۴                  | ۱۹۸٫۷۰                            |
| گروه اعزامی ۲۰ | کوئیچی واکاتا                                                   | اس‌تی‌اس-۱۲۷                                                    | انتقال از گروه اعزامی ۱۹         | ۱۴۴٫۶۲                           |                                   |
| گروه اعزامی ۲۰ | تیمونی کوپرا                                                    | اس‌تی‌اس-۱۲۷                                                    | اس‌تی‌اس-۱۲۸                       | ۵۸٫۱۲                            |                                   |
| گروه اعزامی ۲۰ | فرانک د وینه رومن روماننکو رابرت تریسک                          | سایوز تی‌ام‌ای-۱۵                                               | انتقال به گروه اعزامی ۲۱         | انتقال به گروه اعزامی ۲۱         |                                   |
| گروه اعزامی ۲۰ | نیکول استات                                                     | اس‌تی‌اس-۱۲۸                                                    | انتقال به گروه اعزامی ۲۱         | انتقال به گروه اعزامی ۲۱         |                                   |
| گروه اعزامی ۲۱ |                                                                 | فرانک د وینه رومن روماننکو رابرت تریسک                        | انتقال از گروه اعزامی ۲۰         | سایوز تی‌ام‌ای-۱۵                  | ۱۸۷٫۸۶                            |
| گروه اعزامی ۲۱ | نیکول استات                                                     | اس‌تی‌اس-۱۲۹                                                    | انتقال از گروه اعزامی ۲۰         | ۹۰٫۴۵                            |                                   |
| گروه اعزامی ۲۱ | جفری ویلیامز ماکسیم سورایف                                      | سایوز تی‌ام‌ای-۱۶                                               | انتقال به گروه اعزامی ۲۲         | انتقال به گروه اعزامی ۲۲         |                                   |
| گروه اعزامی ۲۲ |                                                                 | جفری ویلیامز ماکسیم سورایف                                    | انتقال از گروه اعزامی ۲۱         | سایوز تی‌ام‌ای-۱۶                  | ۱۶۹٫۰۴                            |
| گروه اعزامی ۲۲ | اولگ کوتوف تیموتی کریمر سوئیچی ناگوچی                           | سایوز تی‌ام‌ای-۱۷                                               | انتقال به گروه اعزامی ۲۳         | انتقال به گروه اعزامی ۲۳         |                                   |
| گروه اعزامی ۲۳ |                                                                 | اولگ کوتوف تیموتی کریمر سوئیچی ناگوچی                         | انتقال از گروه اعزامی ۲۲         | سایوز تی‌ام‌ای-۱۷                  | ۱۶۳٫۲۳                            |
| گروه اعزامی ۲۳ | الکساندر الکساندرویچ اسکوورتسوف میخائیل کورنینکو تریسی دایسن    | سایوز تی‌ام‌ای-۱۸                                               | انتقال به گروه اعزامی ۲۴         | انتقال به گروه اعزامی ۲۴         |                                   |
| گروه اعزامی ۲۴ |                                                                 | الکساندر الکساندرویچ اسکوورتسوف میخائیل کورنینکو تریسی دایسن  | انتقال از گروه اعزامی ۲۳         | سایوز تی‌ام‌ای-۱۸                  | ۱۷۶٫۰۵                            |
| گروه اعزامی ۲۴ | داگلاس اچ. ویلوک شانون واکر فیودور یورچیخین                     | سایوز تی‌ام‌ای-۱۹                                               | انتقال به گروه اعزامی ۲۵         | انتقال به گروه اعزامی ۲۵         |                                   |
| گروه اعزامی ۲۵ |                                                                 | داگلاس اچ. ویلوک شانون واکر فیودور یورچیخین                   | انتقال از گروه اعزامی ۲۴         | سایوز تی‌ام‌ای-۱۹                  | ۱۶۳٫۳۰                            |
| گروه اعزامی ۲۵ | اسکات کلی الکساندر کالری اولگ شکریپوچکا                         | سایوز تی‌ام‌ای-۱ام                                              | انتقال به گروه اعزامی ۲۶         | انتقال به گروه اعزامی ۲۶         |                                   |
| گروه اعزامی ۲۶ |                                                                 | اسکات کلی الکساندر کالری اولگ شکریپوچکا                       | انتقال از گروه اعزامی ۲۵         | سایوز تی‌ام‌ای-۱ام                 | ۱۵۹٫۳۶                            |
| گروه اعزامی ۲۶ | دمیتری کوندراتیف کاترین کولمن پائولو ای. نسپولی                 | سایوز تی‌ام‌ای-۲۰                                               | انتقال به گروه اعزامی ۲۷         | انتقال به گروه اعزامی ۲۷         |                                   |
| گروه اعزامی ۲۷ |                                                                 | دمیتری کوندراتیف کاترین کولمن پائولو ای. نسپولی               | انتقال از گروه اعزامی ۲۶         | سایوز تی‌ام‌ای-۲۰                  | ۱۶۰٫۱                             |
| گروه اعزامی ۲۷ | آندری بوریسنکو الکساندر ساموکوتیایف رونالد جی. گاران، جونیور.   | سایوز تی‌ام‌ای-۲۱                                               | انتقال به گروه اعزامی ۲۸         | انتقال به گروه اعزامی ۲۸         |                                   |
| گروه اعزامی ۲۸ |                                                                 | آندری بوریسنکو الکساندر ساموکوتیایف رونالد جی. گاران، جونیور. | انتقال از گروه اعزامی ۲۷         | سایوز تی‌ام‌ای-۲۱                  | ۱۶۴٫۱                             |
| گروه اعزامی ۲۸ | مایکل ئی. فوسام سرگئی ولکوف ساتوشی فروکت. ا                     | سایوز تی‌ام‌ای-۲ام                                              | انتقال به گروه اعزامی ۲۹         | انتقال به گروه اعزامی ۲۹         |                                   |
| گروه اعزامی ۲۹ |                                                                 | مایکل ئی. فوسام سرگئی ولکوف ساتوشی فروکت. ا                   | انتقال از گروه اعزامی ۲۸         | سایوز تی‌ام‌ای-۲ام                 | ۱۶۷٫۲۶                            |
| گروه اعزامی ۲۹ | دنیل سی بربنک آنتون شکاپلروف آناتولی ایوانیشین                  | سایوز تی‌ام‌ای-۲۲                                               | انتقال به گروه اعزامی ۳۰         | انتقال به گروه اعزامی ۳۰         |                                   |
| گروه اعزامی ۳۰ |                                                                 | دنیل سی بربنک آنتون شکاپلروف آناتولی ایوانیشین                | انتقال از گروه اعزامی ۲۹         | سایوز تی‌ام‌ای-۲۲                  | ۱۶۵٫۳۱                            |
| گروه اعزامی ۳۰ | اولگ کونوننکو دونالد پتی آندره کویپرس                           | سایوز تی‌ام‌ای-۳ام                                              | انتقال به گروه اعزامی ۳۱         | انتقال به گروه اعزامی ۳۱         |                                   |
| گروه اعزامی ۳۱ |                                                                 | اولگ کونوننکو دونالد پتی آندره کویپرس                         | انتقال از گروه اعزامی ۳۰         | سایوز تی‌ام‌ای-۳ام                 | ۱۹۲٫۸۳                            |
| گروه اعزامی ۳۱ | گنادی پادالکا سرگی روین جوزف ام. آکابا                          | سایوز تی‌ام‌ای-۴ام                                              | انتقال به گروه اعزامی ۳۲         | انتقال به گروه اعزامی ۳۲         |                                   |
| گروه اعزامی ۳۲ |                                                                 | گنادی پادالکا سرگی روین جوزف ام. آکابا                        | انتقال از گروه اعزامی ۳۱         | سایوز تی‌ام‌ای-۴ام                 | ۱۲۴٫۹۹                            |
| گروه اعزامی ۳۲ | سونیتا ویلیامز یوری مالنچنکو آکیهیکو هوشیده                     | سایوز تی‌ام‌ای-۵ام                                              | انتقال به گروه اعزامی ۳۳         | انتقال به گروه اعزامی ۳۳         |                                   |
| گروه اعزامی ۳۳ |                                                                 | سونیتا ویلیامز یوری مالنچنکو آکیهیکو هوشیده                   | انتقال از گروه اعزامی ۳۲         | سایوز تی‌ام‌ای-۵ام                 | ۱۲۶٫۹۷                            |
| گروه اعزامی ۳۳ | کوین ای. فورد اولگ نویتسکی اوگنی تارلکین                        | سایوز تی‌ام‌ای-۶ام                                              | انتقال به گروه اعزامی ۳۴         | انتقال به گروه اعزامی ۳۴         |                                   |
| گروه اعزامی ۳۴ |                                                                 | کوین ای. فورد اولگ نویتسکی اوگنی تارلکین                      | انتقال از گروه اعزامی ۳۳         | سایوز تی‌ام‌ای-۶ام                 | ۱۴۳٫۱۸                            |
| گروه اعزامی ۳۴ | کریس هدفیلد رومن روماننکو توماس مارش بورن                       | سایوز تی‌ام‌ای-۷ام                                              | انتقال به گروه اعزامی ۳۵         | انتقال به گروه اعزامی ۳۵         |                                   |
| گروه اعزامی ۳۵ |                                                                 | کریس هدفیلد رومن روماننکو توماس مارش بورن                     | انتقال از گروه اعزامی ۳۴         | سایوز تی‌ام‌ای-۷ام                 | ۱۴۵٫۶۴                            |
| گروه اعزامی ۳۵ | پاول وینوگرادف الکساندر میسورکین کریستوفر کاسیدی                | سایوز تی‌ام‌ای-۸ام                                              | انتقال به گروه اعزامی ۳۶         | انتقال به گروه اعزامی ۳۶         |                                   |
| گروه اعزامی ۳۶ |                                                                 | پاول وینوگرادف الکساندر میسورکین کریستوفر کاسیدی              | انتقال از گروه اعزامی ۳۵         | سایوز تی‌ام‌ای-۸ام                 | ۱۶۶٫۲۵                            |
| گروه اعزامی ۳۶ | فیودور یورچیخین کرن نایبرگ لوکا پارمیتانو                       | سایوز تی‌ام‌ای-۹ام                                              | انتقال به گروه اعزامی ۳۷         | انتقال به گروه اعزامی ۳۷         |                                   |
| گروه اعزامی ۳۷ |                                                                 | فیودور یورچیخین کرن نایبرگ لوکا پارمیتانو                     | انتقال از گروه اعزامی ۳۶         | سایوز تی‌ام‌ای-۹ام                 | ۱۶۶٫۲۵                            |
| گروه اعزامی ۳۷ | اولگ کوتوف سرگی ریازانسکی مایکل اس. هوپکینز                     | سایوز تی‌ام‌ای-۱۰ام                                             | انتقال به گروه اعزامی ۳۸         | انتقال به گروه اعزامی ۳۸         |                                   |
| گروه اعزامی ۳۸ |                                                                 | اولگ کوتوف سرگی ریازانسکی مایکل اس. هوپکینز                   | انتقال از گروه اعزامی ۳۷         | سایوز تی‌ام‌ای-۱۰ام                | ۱۶۶٫۲۵                            |
| گروه اعزامی ۳۸ | کوئیچی واکاتا میخائیل تیورین ریچارد ماستراکیو                   | سایوز تی‌ام‌ای-۱۱ام                                             | انتقال به گروه اعزامی ۳۹         | انتقال به گروه اعزامی ۳۹         |                                   |
| گروه اعزامی ۳۹ |                                                                 | کوئیچی واکاتا میخائیل تیورین ریچارد ماستراکیو                 | انتقال از گروه اعزامی ۳۸         | سایوز تی‌ام‌ای-۱۱ام                | ۱۸۷٫۹۱                            |
| گروه اعزامی ۳۹ | الکساندر الکساندرویچ اسکوورتسوف اولگ آرتمیف استیون سوانسون      | سایوز تی‌ام‌ای-۱۲ام                                             | انتقال به گروه اعزامی ۴۰         | انتقال به گروه اعزامی ۴۰         |                                   |
| گروه اعزامی ۴۰ |                                                                 | استیون سوانسون الکساندر الکساندرویچ اسکوورتسوف اولگ آرتمیف    | انتقال از گروه اعزامی ۳۹         | سایوز تی‌ام‌ای-۱۲ام                | ۱۶۹٫۲۰                            |
| گروه اعزامی ۴۰ | گئورگی آر. ویسمن ماکسیم سورایف السکاندر گرست                    | سایوز تی‌ام‌ای-۱۳ام                                             | انتقال به گروه اعزامی ۴۱         | انتقال به گروه اعزامی ۴۱         |                                   |
| گروه اعزامی ۴۱ |                                                                 | ماکسیم سورایف گئورگی آر. ویسمن السکاندر گرست                  | انتقال از گروه اعزامی ۴۰         | سایوز تی‌ام‌ای-۱۳ام                | ۱۶۵٫۳۳                            |
| گروه اعزامی ۴۱ | الکساندر ساموکوتیایف یلنا سرووا بری ئی. ویلمور                  | سایوز تی‌ام‌ای-۱۴ام                                             | انتقال به گروه اعزامی ۴۲         | انتقال به گروه اعزامی ۴۲         |                                   |
| گروه اعزامی ۴۲ |                                                                 | بری ئی. ویلمور الکساندر ساموکوتیایف یلنا سرووا                | انتقال از گروه اعزامی ۴۱         | سایوز تی‌ام‌ای-۱۴ام                | ۱۶۷٫۲۵                            |
| گروه اعزامی ۴۲ | آنتون شکاپلروف سامانتا کریستوفورتی تری دبلیو. ویرتز             | سایوز تی‌ام‌ای-۱۵ام                                             | انتقال به گروه اعزامی ۴۳         | انتقال به گروه اعزامی ۴۳         |                                   |
| گروه اعزامی ۴۳ |                                                                 | تری دبلیو. ویرتز آنتون شکاپلروف سامانتا کریستوفورتی           | انتقال از گروه اعزامی ۴۲         | سایوز تی‌ام‌ای-۱۵ام                | ۱۹۹٫۷                             |
| گروه اعزامی ۴۳ | گنادی پادالکا                                                   | سایوز تی‌ام‌ای-۱۶ام                                             | انتقال به گروه اعزامی ۴۴         | انتقال به گروه اعزامی ۴۴         |                                   |
| گروه اعزامی ۴۳ | میخائیل کورنینکو اسکات کلی                                      | سایوز تی‌ام‌ای-۱۶ام                                             | انتقال به گروه اعزامی ۴۴–۴۵ و ۴۶ | انتقال به گروه اعزامی ۴۴–۴۵ و ۴۶ |                                   |
| گروه اعزامی ۴۴ |                                                                 | گنادی پادالکا                                                 | انتقال از گروه اعزامی ۴۳         | سایوز تی‌ام‌ای-۱۶ام                | ۱۶۹                               |
| گروه اعزامی ۴۴ | میخائیل کورنینکو اسکات کلی                                      | انتقال به گروه اعزامی ۴۵ و ۴۶                                 | انتقال به گروه اعزامی ۴۵ و ۴۶    |                                  |                                   |
| گروه اعزامی ۴۴ | اولگ کونوننکو کیمیا توی کیجل ان. لیندگرن                        | سایوز تی‌ام‌ای-۱۷ام                                             | انتقال به گروه اعزامی ۴۵         | انتقال به گروه اعزامی ۴۵         |                                   |
| گروه اعزامی ۴۵ |                                                                 | اسکات کلی میخائیل کورنینکو                                    | انتقال از گروه اعزامی ۴۴         | انتقال به گروه اعزامی ۴۶         | انتقال به گروه اعزامی ۴۶          |
| گروه اعزامی ۴۵ | اولگ کونوننکو کیمیا توی کیجل ان. لیندگرن                        | سایوز تی‌ام‌ای-۱۷ام                                             | انتقال از گروه اعزامی ۴۴         | ۱۴۱٫۶۶                           |                                   |
| گروه اعزامی ۴۵ | سرگئی ولکوف                                                     | سایوز تی‌ام‌ای-۱۸ام                                             | انتقال به گروه اعزامی ۴۶         | انتقال به گروه اعزامی ۴۶         |                                   |
| گروه اعزامی ۴۶ |                                                                 | اسکات کلی میخائیل کورنینکو                                    | انتقال از گروه اعزامی ۴۵         | سایوز تی‌ام‌ای-۱۸ام                | ۳۴۰                               |
| گروه اعزامی ۴۶ | سرگئی ولکوف                                                     | ۱۸۱                                                           | انتقال از گروه اعزامی ۴۵         | سایوز تی‌ام‌ای-۱۸ام                |                                   |
| گروه اعزامی ۴۶ | یوری مالنچنکو تیموتی پیکه تیمونی کوپرا                          | سایوز تی‌ام‌ای-۱۹ام                                             | انتقال به گروه اعزامی ۴۷         | انتقال به گروه اعزامی ۴۷         |                                   |
| گروه اعزامی ۴۷ |                                                                 | تیمونی کوپرا یوری مالنچنکو تیموتی پیکه                        | انتقال از گروه اعزامی ۴۶         | سایوز تی‌ام‌ای-۱۹ام                | ۱۸۵٫۹۱                            |
| گروه اعزامی ۴۷ | الکسی اوچینین اولگ شکریپوچکا جفری ویلیامز                       | سایوز تی‌ام‌ای-۲۰ام                                             | انتقال به گروه اعزامی ۴۸         | انتقال به گروه اعزامی ۴۸         |                                   |
| گروه اعزامی ۴۸ |                                                                 | جفری ویلیامز الکسی اوچینین اولگ شکریپوچکا                     | انتقال از گروه اعزامی ۴۷         | سایوز تی‌ام‌ای-۲۰ام                | ۱۷۲                               |
| گروه اعزامی ۴۸ | آناتولی ایوانیشین تاکویا اونیشی کاتلین روبینز                   | سایوز ام‌اس-۱                                                  | انتقال به گروه اعزامی ۴۹         | انتقال به گروه اعزامی ۴۹         |                                   |
| گروه اعزامی ۴۹ |                                                                 | آناتولی ایوانیشین تاکویا اونیشی کاتلین روبینز                 | انتقال از گروه اعزامی ۴۸         | سایوز ام‌اس-۱                     | ۱۱۵                               |
| گروه اعزامی ۴۹ | روبرت اس. کیمبرو آندری بوریسنکو سرگئی رژیکوف                    | سایوز ام‌اس-۲                                                  | انتقال به گروه اعزامی ۵۰         | انتقال به گروه اعزامی ۵۰         |                                   |
| گروه اعزامی ۵۰ |                                                                 | روبرت اس. کیمبرو آندری بوریسنکو سرگئی رژیکوف                  | انتقال از گروه اعزامی ۴۹         | سایوز ام‌اس-۲                     | ۱۷۳                               |
| گروه اعزامی ۵۰ | پگی ویتسون اولگ نویتسکی توماس پسکی                              | سایوز ام‌اس-۳                                                  | انتقال به گروه اعزامی ۵۱         | انتقال به گروه اعزامی ۵۱         |                                   |
| گروه اعزامی ۵۱ |                                                                 | پگی ویتسون                                                    | انتقال از گروه اعزامی ۵۰         | انتقال به گروه اعزامی ۵۲         | انتقال به گروه اعزامی ۵۲          |
| گروه اعزامی ۵۱ | اولگ نویتسکی توماس پسکی                                         | سایوز ام‌اس-۳                                                  | انتقال از گروه اعزامی ۵۰         | ۱۹۶٫۷۲                           |                                   |
| گروه اعزامی ۵۱ | فیودور یورچیخین جک دی. فیشر                                     | سایوز ام‌اس-۴                                                  | انتقال به گروه اعزامی ۵۲         | انتقال به گروه اعزامی ۵۲         |                                   |
| گروه اعزامی ۵۲ |                                                                 | فیودور یورچیخین جک دی. فیشر                                   | انتقال از گروه اعزامی ۵۱         | سایوز ام‌اس-۴                     | ۱۳۵٫۳                             |
| گروه اعزامی ۵۲ | پگی ویتسون                                                      | ۲۸۹٫۱                                                         | انتقال از گروه اعزامی ۵۱         | سایوز ام‌اس-۴                     |                                   |
| گروه اعزامی ۵۲ | رونالدوف برسنیک پائولو ای. نسپولی سرگی ریازانسکی                | سایوز ام‌اس-۵                                                  | انتقال به گروه اعزامی ۵۳         | انتقال به گروه اعزامی ۵۳         |                                   |
| گروه اعزامی ۵۳ |                                                                 | رونالدوف برسنیک پائولو ای. نسپولی سرگی ریازانسکی              | انتقال از گروه اعزامی ۵۲         | سایوز ام‌اس-۵                     | ۱۳۹                               |
| گروه اعزامی ۵۳ | الکساندر میسورکین مارک تی. دانده هی جوزف ام. آکابا              | سایوز ام‌اس-۶                                                  | انتقال به گروه اعزامی ۵۴         | انتقال به گروه اعزامی ۵۴         |                                   |
| گروه اعزامی ۵۴ |                                                                 | الکساندر میسورکین مارک تی. دانده هی جوزف ام. آکابا            | انتقال از گروه اعزامی ۵۳         | سایوز ام‌اس-۶                     | ۱۶۸                               |
| گروه اعزامی ۵۴ | آنتون شکاپلروف اسکات دی. تینگل نوریشیگه کانای                   | سایوز ام‌اس-۷                                                  | انتقال به گروه اعزامی ۵۵         | انتقال به گروه اعزامی ۵۵         |                                   |
| گروه اعزامی ۵۵ |                                                                 | آنتون شکاپلروف اسکات دی. تینگل نوریشیگه کانای                 | انتقال از گروه اعزامی ۵۴         | سایوز ام‌اس-۷                     | ۱۶۸                               |
| گروه اعزامی ۵۵ | اندرو جی. فیوستل اولگ آرتمیف ریچارد آر. آرنولد                  | سایوز ام‌اس-۸                                                  | انتقال به گروه اعزامی ۵۶         | انتقال به گروه اعزامی ۵۶         |                                   |
| گروه اعزامی ۵۶ |                                                                 | اندرو جی. فیوستل اولگ آرتمیف ریچارد آر. آرنولد                | انتقال از گروه اعزامی ۵۵         | سایوز ام‌اس-۸                     | ۱۹۶                               |
| گروه اعزامی ۵۶ | السکاندر گرست سرگئی پروکوپیف سرنا ام. آنیون                     | سایوز ام‌اس-۹                                                  | انتقال به گروه اعزامی ۵۷         | انتقال به گروه اعزامی ۵۷         |                                   |
| گروه اعزامی ۵۷ |                                                                 | السکاندر گرست سرگئی پروکوپیف سرنا ام. آنیون                   | انتقال از گروه اعزامی ۵۶         | سایوز ام‌اس-۹                     | ۱۹۷                               |
| گروه اعزامی ۵۷ | اولگ کونوننکو دیوید سنت-ژاک آن مک‌کلین                           | سایوز ام‌اس-۱۱                                                 | انتقال به گروه اعزامی ۵۸         | انتقال به گروه اعزامی ۵۸         |                                   |
| گروه اعزامی ۵۸ |                                                                 | اولگ کونوننکو دیوید سنت-ژاک آن مک‌کلین                         | انتقال از گروه اعزامی ۵۷         | انتقال به گروه اعزامی ۵۹         | انتقال به گروه اعزامی ۵۹          |
| گروه اعزامی ۵۹ |                                                                 | اولگ کونوننکو دیوید سنت-ژاک آن مک‌کلین                         | انتقال از گروه اعزامی ۵۸         | سایوز ام‌اس-۱۱                    | ۲۰۳                               |
| گروه اعزامی ۵۹ | الکسی اوچینین نیک هگ                                            | سایوز ام‌اس-۱۲                                                 | انتقال به گروه اعزامی ۶۰         | انتقال به گروه اعزامی ۶۰         |                                   |
| گروه اعزامی ۵۹ | کریستیانا هاموک                                                 | سایوز ام‌اس-۱۲                                                 | انتقال به گروه اعزامی ۶۰ و ۶۱    | انتقال به گروه اعزامی ۶۰ و ۶۱    |                                   |
| گروه اعزامی ۶۰ |                                                                 | الکسی اوچینین نیک هگ                                          | انتقال از گروه اعزامی ۵۹         | سایوز ام‌اس-۱۲                    | ۲۰۲                               |
| گروه اعزامی ۶۰ | کریستیانا هاموک                                                 | انتقال به گروه اعزامی ۶۱                                      | انتقال به گروه اعزامی ۶۱         |                                  |                                   |
| گروه اعزامی ۶۰ | الکساندر الکساندرویچ اسکوورتسوف لوکا پارمیتانو اندرو آر. مورگان | انتقال به گروه اعزامی ۶۱                                      | انتقال به گروه اعزامی ۶۱         | سایوز ام‌اس-۱۳                    |                                   |
| گروه اعزامی ۶۱ |                                                                 | لوکا پارمیتانو الکساندر الکساندرویچ اسکوورتسوف                | انتقال از گروه اعزامی ۶۰         | سایوز ام‌اس-۱۳                    | ۲۰۰                               |
| گروه اعزامی ۶۱ | کریستیانا هاموک                                                 | ۳۲۸                                                           | انتقال از گروه اعزامی ۶۰         | سایوز ام‌اس-۱۳                    |                                   |
| گروه اعزامی ۶۱ | اندرو آر. مورگان                                                | انتقال به گروه اعزامی ۶۲                                      | انتقال به گروه اعزامی ۶۲         |                                  |                                   |
| گروه اعزامی ۶۱ | اولگ شکریپوچکا جسیکا میر                                        | انتقال به گروه اعزامی ۶۲                                      | انتقال به گروه اعزامی ۶۲         | سایوز ام‌اس-۱۵                    |                                   |

## مأموریت‌های فعال
| گروه اعزامی    | نشان مأموریت                                  | اسامی فضانوردان          | پرتاب با                 | فرود با                  | طول مأموریت برای هر فضانورد (روز) |
| -------------- | --------------------------------------------- | ------------------------ | ------------------------ | ------------------------ | --------------------------------- |
| گروه اعزامی ۶۲ |                                               | اولگ شکریپوچکا جسیکا میر | انتقال از گروه اعزامی ۶۱ | سایوز ام‌اس-۱۵            |                                   |
| گروه اعزامی ۶۲ | اندرو آر. مورگان                              |                          | انتقال از گروه اعزامی ۶۱ | سایوز ام‌اس-۱۵            |                                   |
| گروه اعزامی ۶۲ | آناتولی ایوانیشین ایوان واگنر کریستوفر کاسیدی | سایوز ام‌اس-۱۶            | انتقال به گروه اعزامی ۶۳ | انتقال به گروه اعزامی ۶۳ |                                   |

## مأموریت‌های برنامه‌ریزی شده آتی
| گروه اعزامی    | نشان مأموریت                             | اسامی فضانوردان                               | پرتاب با                 | فرود با                  | طول مأموریت برای هر فضانورد (روز) |
| -------------- | ---------------------------------------- | --------------------------------------------- | ------------------------ | ------------------------ | --------------------------------- |
| گروه اعزامی ۶۳ |                                          | کریستوفر کاسیدی آناتولی ایوانیشین ایوان واگنر | انتقال از گروه اعزامی ۶۲ | سایوز ام‌اس-۱۶            |                                   |
| گروه اعزامی ۶۳ | نیکولای تیکونوف آندری بابکین استیون بوون | سایوز ام‌اس-۱۷                                 | انتقال به گروه اعزامی ۶۴ | انتقال به گروه اعزامی ۶۴ |                                   |